# Saison 2016-2017 du Heat de Miami
La saison 2016-2017 du Heat de Miami est la 29e saison de la franchise en NBA.

## Draft
Aucun choix de draft cette année.

## Summer League
| Summer League Total: 6-3 |

| Match | Date match | Équipe        | Score   | Meilleur marqueur     | Meilleur rebondeur  | Meilleur passeur        | Lieux        | Série |
| ----- | ---------- | ------------- | ------- | --------------------- | ------------------- | ----------------------- | ------------ | ----- |
| 1     | 2 juillet  | L.A. Clippers | V 91-71 | Justise Winslow (21)  | Norvel Pelle (7)    | Richardson, Winslow (4) | Amway Center | 1 - 0 |
| 2     | 3 juillet  | New York      | V 74-48 | Juwan Howard Jr. (17) | Kevin Tumba (7)     | Briante Weber (6)       | Amway Center | 2 - 0 |
| 3     | 5 juillet  | Orlando Blue  | V 84-68 | Josh Richardson (22)  | Briante Weber (10)  | Richardson, Weber (6)   | Amway Center | 3 - 0 |
| 4     | 7 juillet  | Détroit       | D 58-71 | Rodney McGruder (14)  | Rodney McGruder (8) | Josh Richardson (4)     | Amway Center | 3 - 1 |
| 5     | 8 juillet  | Oklahoma City | D 72-86 | Victor Rudd (22)      | Victor Rudd (12)    | Victor Rudd (4)         | Amway Center | 3 - 2 |

| Match | Date match | Équipe      | Score   | Meilleur marqueur    | Meilleur rebondeur  | Meilleur passeur  | Lieux                | Série |
| ----- | ---------- | ----------- | ------- | -------------------- | ------------------- | ----------------- | -------------------- | ----- |
| 1     | 9 juillet  | Dallas      | D 64-83 | Rodney McGruder (18) | Victor Rudd (6)     | Briante Weber (5) | Cox Pavilion         | 0 - 1 |
| 2     | 11 juillet | Denver      | V 92-81 | Rodney McGruder (23) | Okaro White (8)     | Briante Weber (7) | Cox Pavilion         | 1 - 1 |
| 3     | 12 juillet | Phoenix     | V 80-71 | Michael Carrera (16) | Okaro White (12)    | Briante Weber (6) | Thomas & Mack Center | 2 - 1 |
| 4     | 13 juillet | New Orleans | V 81-77 | Briante Weber (18)   | Stefan Janković (6) | 6 joueurs (2)     | Thomas & Mack Center | 3 - 1 |
| 5     | 14 juillet | Phoenix     |         |                      |                     |                   | Cox Pavilion         | -     |

## Pré-saison
| Pré-saison Total: 4-4 (Domicile : 2-3 ; Extérieur : 2-1) |

| Match | Date match | Équipe        | Score     | Meilleur marqueur      | Meilleur rebondeur    | Meilleur passeur  | Lieux Spectateurs       | Série |
| ----- | ---------- | ------------- | --------- | ---------------------- | --------------------- | ----------------- | ----------------------- | ----- |
| 1     | 4 octobre  | @ Washington  | V 106-95  | Hassan Whiteside (20)  | Hassan Whiteside (13) | Dion Waiters (8)  | Verizon Center          | 1 - 0 |
| 2     | 8 octobre  | Minnesota     | D 100-109 | Hassan Whiteside (17)  | Hassan Whiteside (12) | Dion Waiters (6)  | Sprint Center           | 1 - 1 |
| 3     | 11 octobre | Brooklyn      | V 121-100 | Hassan Whiteside (21)  | Hassan Whiteside (14) | Goran Dragić (11) | American Airlines Arena | 2 - 1 |
| 4     | 14 octobre | @ San Antonio | V 108-100 | Tyler Johnson (17)     | Hassan Whiteside (9)  | Goran Dragić (6)  | AT&T Center             | 3 - 1 |
| 5     | 15 octobre | Minnesota     | D 96-101  | Benson, Ellington (14) | Willie Reed (13)      | Briante Weber (6) | KFC Yum! Center         | 3 - 2 |
| 6     | 18 octobre | Orlando       | V 107-77  | Goran Dragić (17)      | Willie Reed (11)      | Goran Dragić (5)  | American Airlines Arena | 4 - 2 |
| 7     | 20 octobre | @ Charlotte   | D 88-96   | Rodney McGruder (19)   | Okaro White (12)      | Briante Weber (7) | Spectrum Center         | 4 - 3 |
| 8     | 21 octobre | Philadelphie  | D 110-113 | Goran Dragić (17)      | Hassan Whiteside (8)  | Goran Dragić (7)  | American Airlines Arena | 4 - 4 |

## Saison régulière
| Saison régulière Total: 41-41 (Domicile : 23-18 ; Extérieur : 18-23) |

| Match | Date match | Équipe      | Score    | Meilleur marqueur     | Meilleur rebondeur    | Meilleur passeur | Lieux Spectateurs       | Série |
| ----- | ---------- | ----------- | -------- | --------------------- | --------------------- | ---------------- | ----------------------- | ----- |
| 1     | 26 octobre | @ Orlando   | V 108-96 | Hassan Whiteside (18) | Hassan Whiteside (14) | Goran Dragić (6) | Amway Center            | 1 - 0 |
| 2     | 28 octobre | Charlotte   | D 91-97  | Hassan Whiteside (20) | Hassan Whiteside (15) | Goran Dragić (9) | American Airlines Arena | 1 - 1 |
| 3     | 30 octobre | San Antonio | D 99-106 | Hassan Whiteside (27) | Hassan Whiteside (15) | Goran Dragić (5) | American Airlines Arena | 1 - 2 |

| Match | Date match   | Équipe          | Score     | Meilleur marqueur          | Meilleur rebondeur    | Meilleur passeur        | Lieux Spectateurs       | Série  |
| ----- | ------------ | --------------- | --------- | -------------------------- | --------------------- | ----------------------- | ----------------------- | ------ |
| 4     | 1er novembre | Sacramento      | V 108-96  | Goran Dragić (25)          | Hassan Whiteside (11) | Goran Dragić (8)        | American Airlines Arena | 2 - 2  |
| 5     | 4 novembre   | @ Toronto       | D 87-96   | Hassan Whiteside (21)      | Hassan Whiteside (16) | Goran Dragić (5)        | Air Canada Centre       | 2 - 3  |
| 6     | 7 novembre   | @ Oklahoma City | D 85-97   | James Johnson (18)         | Hassan Whiteside (12) | Waiters, Dragić (4)     | Chesapeake Energy Arena | 2 - 4  |
| 7     | 10 novembre  | Chicago         | D 95-98   | Hassan Whiteside (20)      | Hassan Whiteside (20) | Winslow, Waiters (6)    | American Airlines Arena | 2 - 5  |
| 8     | 12 novembre  | Utah            | D 91-102  | Whiteside, Johnson (15)    | Hassan Whiteside (14) | Trois joueurs (4)       | American Airlines Arena | 2 - 6  |
| 9     | 14 novembre  | @ San Antonio   | D 90-94   | Dion Waiters (27)          | Hassan Whiteside (17) | Tyler Johnson (7)       | AT&T Center             | 2 - 7  |
| 10    | 15 novembre  | Atlanta         | D 90-93   | Whiteside, Richardson (19) | Hassan Whiteside (25) | Rodney McGruder (3)     | American Airlines Arena | 2 - 8  |
| 11    | 17 novembre  | Milwaukee       | V 96-73   | Dion Waiters (23)          | Hassan Whiteside (17) | Tyler Johnson (5)       | American Airlines Arena | 3 - 8  |
| 12    | 19 novembre  | @ Washington    | V 114-111 | Goran Dragić (22)          | Hassan Whiteside (18) | Dion Waiters (8)        | Verizon Center          | 4 - 8  |
| 13    | 21 novembre  | @ Philadelphie  | D 94-101  | Hassan Whiteside (32)      | Hassan Whiteside (13) | Goran Dragić (7)        | Wells Fargo Center      | 4 - 9  |
| 14    | 23 novembre  | @ Détroit       | D 84-107  | Tyler Johnson (17)         | Hassan Whiteside (8)  | Tyler Johnson (7)       | Palace of Auburn Hills  | 4 - 10 |
| 15    | 25 novembre  | @ Memphis       | V 90-81   | Tyler Johnson (22)         | Hassan Whiteside (12) | Richardson, Waiters (4) | FedExForum              | 5 - 10 |
| 16    | 26 novembre  | Memphis         | D 107-110 | Dion Waiters (28)          | Hassan Whiteside (12) | Dion Waiters (6)        | American Airlines Arena | 5 - 11 |
| 17    | 28 novembre  | Boston          | D 104-112 | Goran Dragić (27)          | Hassan Whiteside (17) | Goran Dragić (17)       | American Airlines Arena | 5 - 12 |
| 18    | 30 novembre  | @ Denver        | V 106-98  | Hassan Whiteside (25)      | Hassan Whiteside (16) | Dragić, Johnson (7)     | Pepsi Center            | 6 - 12 |

| Match | Date match   | Équipe             | Score           | Meilleur marqueur       | Meilleur rebondeur      | Meilleur passeur        | Lieux Spectateurs       | Série   |
| ----- | ------------ | ------------------ | --------------- | ----------------------- | ----------------------- | ----------------------- | ----------------------- | ------- |
| 19    | 1er décembre | @ Utah             | V 111-110       | Goran Dragić (27)       | Hassan Whiteside (10)   | Goran Dragić (6)        | Vivint Smart Home Arena | 7 - 12  |
| 20    | 3 décembre   | @ Portland         | D 92-99         | Hassan Whiteside (28)   | Hassan Whiteside (16)   | Goran Dragić (8)        | Moda Center             | 7 - 13  |
| 21    | 6 décembre   | New York           | D 103-114       | Goran Dragić (29)       | Hassan Whiteside (14)   | Goran Dragić (7)        | American Airlines Arena | 7 - 14  |
| 22    | 7 décembre   | @ Atlanta          | D 95-103        | Tyler Johnson (27)      | Hassan Whiteside (12)   | Johnson, McGruder (5)   | Philips Arena           | 7 - 15  |
| 23    | 9 décembre   | @ Cleveland        | D 84-114        | Derrick Williams (17)   | Hassan Whiteside (12)   | Rodney McGruder (5)     | Quicken Loans Arena     | 7 - 16  |
| 24    | 10 décembre  | @ Chicago          | D 100-105       | Goran Dragić (21)       | Whiteside, Williams (8) | Goran Dragić (11)       | United Center           | 7 - 17  |
| 25    | 12 décembre  | Washington         | V 112-101       | Goran Dragić (34)       | Hassan Whiteside (16)   | Trois joueurs (5)       | American Airlines Arena | 8 - 17  |
| 26    | 14 décembre  | Indiana            | V 95-89         | Hassan Whiteside (26)   | Hassan Whiteside (22)   | Dragić, Johnson (6)     | American Airlines Arena | 9 - 17  |
| 27    | 16 décembre  | L.A. Clippers      | D 98-102        | Goran Dragić (21)       | Hassan Whiteside (17)   | Goran Dragić (11)       | American Airlines Arena | 9 - 18  |
| 28    | 18 décembre  | Boston             | D 95-105        | Goran Dragić (31)       | Hassan Whiteside (17)   | Goran Dragić (7)        | American Airlines Arena | 9 - 19  |
| 29    | 20 décembre  | Orlando            | D 130-136 (OT2) | Whiteside, Johnson (32) | Hassan Whiteside (15)   | Richardson, Johnson (6) | American Airlines Arena | 9 - 20  |
| 30    | 22 décembre  | L.A. Lakers        | V 115-107       | Whiteside, Winslow (23) | Whiteside, Winslow (13) | Goran Dragić (7)        | American Airlines Arena | 10 - 20 |
| 31    | 23 décembre  | @ Nouvelle-Orléans | D 87-91         | Goran Dragić (23)       | Hassan Whiteside (18)   | Goran Dragić (5)        | Smoothie King Center    | 10 - 21 |
| 32    | 27 décembre  | Oklahoma City      | D 94-106        | Josh Richardson (22)    | Hassan Whiteside (8)    | Justise Winslow (5)     | American Airlines Arena | 10 - 22 |
| 33    | 29 décembre  | @ Charlotte        | D 82-91         | Josh Richardson (20)    | Hassan Whiteside (10)   | Goran Dragić (8)        | Spectrum Center         | 10 - 23 |
| 34    | 30 décembre  | @ Boston           | D 114-117       | James Johnson (22)      | Justise Winslow (9)     | Josh Richardson (8)     | TD Garden               | 10 - 24 |

| Match | Date match  | Équipe          | Score     | Meilleur marqueur      | Meilleur rebondeur     | Meilleur passeur    | Lieux Spectateurs          | Série   |
| ----- | ----------- | --------------- | --------- | ---------------------- | ---------------------- | ------------------- | -------------------------- | ------- |
| 35    | 1er janvier | Détroit         | D 98-107  | James Johnson (20)     | James Johnson (7)      | Josh Richardson (8) | American Airlines Arena    | 10 - 25 |
| 36    | 3 janvier   | @ Phoenix       | D 90-99   | Goran Dragić (24)      | Willie Reed (18)       | Goran Dragić (9)    | Talking Stick Resort Arena | 10 - 26 |
| 37    | 4 janvier   | @ Sacramento    | V 107-102 | Tyler Johnson (23)     | Josh Richardson (8)    | Goran Dragić (7)    | Golden 1 Center            | 11 - 26 |
| 38    | 6 janvier   | @ L.A. Lakers   | D 100-127 | Willie Reed (22)       | Willie Reed (12)       | Goran Dragić (3)    | Staples Center             | 11 - 27 |
| 39    | 8 janvier   | @ L.A. Clippers | D 86-98   | Goran Dragić (24)      | Hassan Whiteside (13)  | Goran Dragić (5)    | Staples Center             | 11 - 28 |
| 40    | 10 janvier  | @ Golden State  | D 95-107  | Hassan Whiteside (28)  | Hassan Whiteside (20)  | Dion Waiters (8)    | Oracle Arena               | 11 - 29 |
| 41    | 13 janvier  | @ Milwaukee     | D 108-116 | Whiteside, Dragić (19) | Hassan Whiteside (9)   | James Johnson (12)  | BMO Harris Bradley Center  | 11 - 30 |
| 42    | 17 janvier  | Houston         | V 109-103 | Goran Dragić (21)      | Hassan Whiteside (15)  | Goran Dragić (8)    | American Airlines Arena    | 12 - 30 |
| 43    | 19 janvier  | Dallas          | V 99-95   | Goran Dragić (32)      | Johnson, Whiteside (8) | James Johnson (4)   | American Airlines Arena    | 13 - 30 |
| 44    | 21 janvier  | Milwaukee       | V 109-97  | Dion Waiters (33)      | Hassan Whiteside (15)  | Dragić, Johnson (6) | American Airlines Arena    | 14 - 30 |
| 45    | 23 janvier  | Golden State    | V 105-102 | Dion Waiters (33)      | Hassan Whiteside (15)  | Goran Dragić (5)    | American Airlines Arena    | 15 - 30 |
| 46    | 25 janvier  | @ Brooklyn      | V 109-106 | Dion Waiters (24)      | Goran Dragić (9)       | Goran Dragić (9)    | Barclays Center            | 16 - 30 |
| 47    | 27 janvier  | @ Chicago       | V 100-88  | Goran Dragić (26)      | James Johnson (9)      | Goran Dragić (11)   | United Center              | 17 - 30 |
| 48    | 28 janvier  | Détroit         | V 116-103 | Goran Dragić (23)      | Hassan Whiteside (12)  | Dion Waiters (7)    | American Airlines Arena    | 18 - 30 |
| 49    | 30 janvier  | Brooklyn        | V 104-96  | Goran Dragić (20)      | Hassan Whiteside (9)   | Dion Waiters (9)    | American Airlines Arena    | 19 - 30 |

| Match               | Date match  | Équipe         | Score     | Meilleur marqueur       | Meilleur rebondeur    | Meilleur passeur    | Lieux Spectateurs         | Série   |
| ------------------- | ----------- | -------------- | --------- | ----------------------- | --------------------- | ------------------- | ------------------------- | ------- |
| 50                  | 1er janvier | Atlanta        | V 116-93  | Goran Dragić (27)       | Hassan Whiteside (18) | Dragić, Johnson (5) | American Airlines Arena   | 20 - 30 |
| 51                  | 4 janvier   | Philadelphie   | V 125-102 | Hassan Whiteside (30)   | Hassan Whiteside (20) | Goran Dragić (8)    | American Airlines Arena   | 21 - 30 |
| 52                  | 6 janvier   | @ Minnesota    | V 115-113 | Goran Dragić (33)       | Hassan Whiteside (13) | Goran Dragić (9)    | Target Center             | 22 - 30 |
| 53                  | 8 janvier   | @ Milwaukee    | V 106-88  | Hassan Whiteside (23)   | Hassan Whiteside (16) | Goran Dragić (7)    | BMO Harris Bradley Center | 23 - 30 |
| 54                  | 10 janvier  | @ Brooklyn     | V 108-99  | James Johnson (26)      | Hassan Whiteside (9)  | Goran Dragić (5)    | Barclays Center           | 24 - 30 |
| 55                  | 11 janvier  | @ Philadelphie | D 109-117 | Goran Dragić (30)       | Hassan Whiteside (19) | Tyler Johnson (5)   | Wells Fargo Center        | 24 - 31 |
| 56                  | 13 janvier  | Orlando        | D 107-116 | Dion Waiters (23)       | Hassan Whiteside (19) | Dion Waiters (6)    | American Airlines Arena   | 24 - 32 |
| 57                  | 15 janvier  | @ Houston      | V 117-109 | Whiteside, Waiters (23) | Hassan Whiteside (14) | Dion Waiters (7)    | Toyota Center             | 25 - 32 |
| All-Star Break 2017 |             |                |           |                         |                       |                     |                           |         |
| 58                  | 24 janvier  | @ Atlanta      | V 108-90  | Tyler Johnson (23)      | Reed, Whiteside (10)  | Dion Waiters (10)   | Philips Arena             | 26 - 32 |
| 59                  | 25 janvier  | Indiana        | V 113-95  | Waiters, Whiteside (22) | Hassan Whiteside (17) | James Johnson (8)   | American Airlines Arena   | 27 - 32 |
| 60                  | 27 janvier  | @ Dallas       | D 89-96   | Goran Dragić (24)       | Hassan Whiteside (19) | Dragić, Waiters (6) | American Airlines Center  | 27 - 33 |

| Match | Date match | Équipe       | Score     | Meilleur marqueur       | Meilleur rebondeur    | Meilleur passeur       | Lieux Spectateurs          | Série   |
| ----- | ---------- | ------------ | --------- | ----------------------- | --------------------- | ---------------------- | -------------------------- | ------- |
| 61    | 1er mars   | Philadelphie | V 125-98  | Tyler Johnson (24)      | Hassan Whiteside (11) | Josh Richardson (5)    | American Airlines Arena    | 28 - 33 |
| 62    | 3 mars     | @ Orlando    | D 99-110  | James Johnson (19)      | Hassan Whiteside (18) | James Johnson (6)      | Amway Center               | 28 - 34 |
| 63    | 4 mars     | Cleveland    | V 120-92  | Goran Dragić (23)       | Hassan Whiteside (13) | Goran Dragić (5)       | American Airlines Arena    | 29 - 34 |
| 64    | 6 mars     | @ Cleveland  | V 106-98  | Dion Waiters (29)       | Hassan Whiteside (11) | Goran Dragić (6)       | Quicken Loans Arena        | 30 - 34 |
| 65    | 8 mars     | Charlotte    | V 108-101 | Dion Waiters (24)       | Hassan Whiteside (15) | Goran Dragić (10)      | American Airlines Arena    | 31 - 34 |
| 66    | 11 mars    | Toronto      | V 104-89  | Dion Waiters (20)       | Hassan Whiteside (14) | Waiters, Johnson (5)   | American Airlines Arena    | 32 - 34 |
| 67    | 12 mars    | @ Indiana    | D 98-102  | Hassan Whiteside (26)   | Hassan Whiteside (21) | Dion Waiters (6)       | Bankers Life Fieldhouse    | 32 - 35 |
| 68    | 15 mars    | New Orleans  | V 120-112 | Goran Dragić (33)       | Hassan Whiteside (17) | Tyler Johnson (7)      | American Airlines Arena    | 33 - 35 |
| 69    | 17 mars    | Minnesota    | V 123-105 | Johnson, Whiteside (23) | Hassan Whiteside (14) | Goran Dragić (10)      | American Airlines Arena    | 34 - 35 |
| 70    | 19 mars    | Portland     | D 104-115 | James Johnson (24)      | Hassan Whiteside (10) | James Johnson (5)      | American Airlines Arena    | 34 - 36 |
| 71    | 21 mars    | Phoenix      | V 112-97  | Hassan Whiteside (23)   | Hassan Whiteside (14) | Johnson, McGruder (4)  | American Airlines Arena    | 35 - 36 |
| 72    | 23 mars    | Toronto      | D 84-101  | Hassan Whiteside (16)   | Hassan Whiteside (14) | Goran Dragić (7)       | American Airlines Arena    | 35 - 37 |
| 73    | 26 mars    | @ Boston     | D 108-112 | Tyler Johnson (24)      | Hassan Whiteside (15) | James Johnson (6)      | TD Garden                  | 35 - 38 |
| 74    | 28 mars    | @ Détroit    | V 97-96   | Goran Dragić (28)       | Hassan Whiteside (9)  | Trois joueurs (4)      | The Palace of Auburn Hills | 36 - 38 |
| 75    | 29 mars    | @ New York   | V 105-88  | Goran Dragić (20)       | Hassan Whiteside (9)  | Goran Dragić (9)       | Madison Square Garden      | 37 - 38 |
| 76    | 31 mars    | New York     | D 94-98   | Goran Dragić (22)       | Hassan Whiteside (16) | Dragić, Richardson (5) | American Airlines Arena    | 37 - 39 |

| Match | Date match | Équipe       | Score          | Meilleur marqueur     | Meilleur rebondeur            | Meilleur passeur    | Lieux Spectateurs       | Série   |
| ----- | ---------- | ------------ | -------------- | --------------------- | ----------------------------- | ------------------- | ----------------------- | ------- |
| 77    | 2 avril    | Denver       | D 113-116      | Goran Dragić (22)     | Hassan Whiteside (12)         | Dragić, Johnson (6) | American Airlines Arena | 37 - 40 |
| 78    | 5 avril    | @ Charlotte  | V 112-99       | Goran Dragić (33)     | Hassan Whiteside (20)         | Josh Richardson (5) | Spectrum Center         | 38 - 40 |
| 79    | 7 avril    | @ Toronto    | D 94-96        | James Johnson (22)    | James Johnson, Whiteside (10) | Josh Richardson (4) | Air Canada Centre       | 38 - 41 |
| 80    | 8 avril    | @ Washington | V 106-103      | Hassan Whiteside (30) | Hassan Whiteside (12)         | Goran Dragić (7)    | Verizon Center          | 39 - 41 |
| 81    | 10 avril   | Cleveland    | V 124-121 (OT) | Tyler Johnson (24)    | Hassan Whiteside (18)         | James Johnson (9)   | American Airlines Arena | 40 - 41 |
| 82    | 12 avril   | Washington   | V 110-102      | Goran Dragić (28)     | Hassan Whiteside (18)         | James Johnson (8)   | American Airlines Arena | 41 - 41 |

## Confrontations
| Conférence Est      | Conférence Est                             | Conférence Est                             | Conférence Est                             | Conférence Est                             | Conférence Ouest                           | Conférence Ouest                           | Conférence Ouest                           |
| Division Atlantique | Division Atlantique                        | Division Atlantique                        | Division Atlantique                        | Division Atlantique                        | Division Nord-Ouest                        | Division Nord-Ouest                        | Division Nord-Ouest                        |
| Équipe              | Domicile                                   | Domicile                                   | Extérieur                                  | Extérieur                                  | Équipe                                     | Domicile                                   | Extérieur                                  |
| ------------------- | ------------------------------------------ | ------------------------------------------ | ------------------------------------------ | ------------------------------------------ | ------------------------------------------ | ------------------------------------------ | ------------------------------------------ |
| Boston              | 104-112                                    | 95-105                                     | 114-117                                    | 108-112                                    | Denver                                     | 113-116                                    | 106-98                                     |
| Brooklyn            | 104-96                                     |                                            | 109-106                                    | 108-99                                     | Minnesota                                  | 123-105                                    | 115-113                                    |
| New York            | 103-114                                    | 94-98                                      | 105-88                                     |                                            | Oklahoma City                              | 94-106                                     | 85-97                                      |
| Philadelphie        | 125-102                                    | 125-98                                     | 94-101                                     | 109-117                                    | Portland                                   | 104-115                                    | 92-99                                      |
| Toronto             | 104-89                                     | 84-101                                     | 87-96                                      | 94-96                                      | Utah                                       | 91-102                                     | 111-110                                    |
|                     | 4–5                                        | 4–5                                        | 3–6                                        | 3–6                                        |                                            | 1–4                                        | 3–2                                        |
| Division            | 7–11                                       | 7–11                                       | 7–11                                       | 7–11                                       | Division                                   | 4–6                                        | 4–6                                        |
| Division Centrale   | Division Centrale                          | Division Centrale                          | Division Centrale                          | Division Centrale                          | Division Pacifique                         | Division Pacifique                         | Division Pacifique                         |
| Équipe              | Domicile                                   | Domicile                                   | Extérieur                                  | Extérieur                                  | Équipe                                     | Domicile                                   | Extérieur                                  |
| Chicago             | 95-98                                      |                                            | 100-105                                    | 100-88                                     | Golden State                               | 105-102                                    | 95-107                                     |
| Cleveland           | 120-92                                     | 124-121 (OT)                               | 84-114                                     | 106-98                                     | L.A. Clippers                              | 98-102                                     | 86-98                                      |
| Detroit             | 98-107                                     | 116-103                                    | 84-107                                     | 97-96                                      | L.A. Lakers                                | 115-107                                    | 100-127                                    |
| Indiana             | 95-89                                      | 113-95                                     | 98-102                                     |                                            | Phoenix                                    | 112-97                                     | 90-99                                      |
| Milwaukee           | 96-73                                      | 109-97                                     | 108-116                                    | 106-88                                     | Sacramento                                 | 108-96                                     | 107-102                                    |
|                     | 7–2                                        | 7–2                                        | 4–5                                        | 4–5                                        |                                            | 4–1                                        | 1–4                                        |
| Division            | 11–7                                       | 11–7                                       | 11–7                                       | 11–7                                       | Division                                   | 5–5                                        | 5–5                                        |
| Division Sud-Est    | Division Sud-Est                           | Division Sud-Est                           | Division Sud-Est                           | Division Sud-Est                           | Division Sud-Ouest                         | Division Sud-Ouest                         | Division Sud-Ouest                         |
| Équipe              | Domicile                                   | Domicile                                   | Extérieur                                  | Extérieur                                  | Équipe                                     | Domicile                                   | Extérieur                                  |
| Atlanta             | 90-93                                      | 116-93                                     | 95-103                                     | 108-90                                     | Dallas                                     | 99-95                                      | 89-96                                      |
| Charlotte           | 91-97                                      | 108-101                                    | 82-91                                      | 112-99                                     | Houston                                    | 109-103                                    | 117-109                                    |
|                     |                                            |                                            |                                            |                                            | Memphis                                    | 107-110                                    | 90-81                                      |
| Orlando             | 130-136 (2OT)                              | 107-116                                    | 108-96                                     | 99-110                                     | New Orleans                                | 120-112                                    | 87-91                                      |
| Washington          | 112-101                                    |                                            | 114-111                                    | 106-103                                    | San Antonio                                | 99-106                                     | 90-94                                      |
|                     | 3–4                                        | 3–4                                        | 5–3                                        | 5–3                                        |                                            | 3–2                                        | 2–3                                        |
| Division            | 8–7                                        | 8–7                                        | 8–7                                        | 8–7                                        | Division                                   | 5–5                                        | 5–5                                        |
| Conférence          | 26–25 (Domicile : 14–11; Extérieur: 12–14) | 26–25 (Domicile : 14–11; Extérieur: 12–14) | 26–25 (Domicile : 14–11; Extérieur: 12–14) | 26–25 (Domicile : 14–11; Extérieur: 12–14) | Conférence                                 | 14–16 (Domicile : 8–7 ; Extérieur : 6–9)   | 14–16 (Domicile : 8–7 ; Extérieur : 6–9)   |
| Total               | 40–41 (Domicile : 22–18; Extérieur: 18–23) | 40–41 (Domicile : 22–18; Extérieur: 18–23) | 40–41 (Domicile : 22–18; Extérieur: 18–23) | 40–41 (Domicile : 22–18; Extérieur: 18–23) | 40–41 (Domicile : 22–18; Extérieur: 18–23) | 40–41 (Domicile : 22–18; Extérieur: 18–23) | 40–41 (Domicile : 22–18; Extérieur: 18–23) |

## Effectif actuel
| Heat de Miami Effectif actuel |    |                        |                   |                |
| Entraîneur : Erik Spoelstra   |    |                        |                   |                |
| Ailier fort                   | 1  | Drapeau des États-Unis | Chris Bosh (C)    | Georgia Tech   |
| Meneur                        | 7  | Drapeau de la Slovénie | Goran Dragić      | Slovénie       |
| Ailier fort, Pivot            | 4  | Drapeau des États-Unis | Josh McRoberts    | Duke           |
| Arrière                       | 0  | Drapeau des États-Unis | Josh Richardson   | Tennessee      |
| Pivot                         | 21 | Drapeau des États-Unis | Hassan Whiteside  | Marshall       |
| Ailier                        | 20 | Drapeau des États-Unis | Justise Winslow   | Duke           |
| Ailier                        | 5  | Drapeau des États-Unis | Luke Babbitt      | Nevada         |
| Arrière                       | 2  | Drapeau des États-Unis | Wayne Ellington   | North Carolina |
| Ailier fort                   | 40 | Drapeau des États-Unis | Udonis Haslem (C) | Floride        |
| Ailier, Ailier fort           | 16 | Drapeau des États-Unis | James Johnson     | Wake Forest    |
| Arrière                       | 8  | Drapeau des États-Unis | Tyler Johnson     | Fresno State   |
| Ailier fort, Pivot            | 35 | Drapeau des États-Unis | Willie Reed       | Saint Louis    |
| Meneur                        | 17 | Drapeau des États-Unis | Rodney McGruder   | Kansas State   |
| Arrière                       | 11 | Drapeau des États-Unis | Dion Waiters      | Syracuse       |
| Ailier                        | 22 | Drapeau des États-Unis | Derrick Williams  | Arizona        |
| (C) Capitaine - Blessé        |    |                        |                   |                |

## Contrats et salaires 2016-2017
| Joueur           | Poste      | Âge        | Exp        | Contrat                 | Salaire 2016-2017 | Fin du contrat |
| ---------------- | ---------- | ---------- | ---------- | ----------------------- | ----------------- | -------------- |
| Joueurs actuels  |            |            |            |                         |                   |                |
| Chris Bosh       | PF         | 32         | 13         | 118 705 300 $ sur 5 ans | 23 741 060 $      | 2019           |
| Goran Dragić     | SG         | 30         | 8          | 85 002 250 $ sur 5 ans  | 15 891 725 $      | 2020           |
| Josh McRoberts   | PF         | 29         | 9          | 22 652 350 $ sur 4 ans  | 5 782 450 $       | 2018           |
| Josh Richardson  | SG         | 23         | 1          | 2 414 475 $ sur 3 ans   | 874,636 $*        | 2018           |
| Briante Weber    | SG         | 24         | 1          | 1 900 000 $ sur 3 ans   | 874,636 $**       | 2019           |
| Hassan Whiteside | C          | 27         | 4          | 98 419 538 $ sur 4 ans  | 22 116 750 $      | 2020           |
| Justise Winslow  | SF         | 20         | 1          | 5 075 160 $ sur 2 ans   | 2 593 440 $       | 2017 (T)       |
| Joueurs coupés   |            |            |            |                         |                   |                |
|                  |            |            |            |                         |                   |                |
| Total            | Total      | Total      | Total      | Total                   | 71 874 697 $      | Différence     |
| Salary Cap       | Salary Cap | Salary Cap | Salary Cap | Salary Cap              | 94 143 000 $      | 22 268 303 $   |
| Luxury Tax       | Luxury Tax | Luxury Tax | Luxury Tax | Luxury Tax              | 113 287 000 $     | 41 412 303 $   |

- 2017 = Joueur agent libre en fin de saison.
- 2017 (T) = Joueur ayant une option d'équipe en fin de saison.
- *Contrat non garanti.
- **Contrat partiellement garanti.

## Transferts

### Joueurs qui re-signent
| Joueur           | Contrat                           | Référence |
| ---------------- | --------------------------------- | --------- |
| Hassan Whiteside | Contrat de 98 000 000 $ sur 4 ans | [ 2 ]     |

### Départs
| Joueur        | Raison départ         | Nouvelle équipe ¹     | Référence |
| ------------- | --------------------- | --------------------- | --------- |
| Luol Deng     | Agent libre           | Lakers de Los Angeles | [ 3 ]     |
| Joe Johnson   | Agent libre           | Jazz de l'Utah        | [ 4 ]     |
| Tyler Johnson | Agent libre restreint | Nets de Brooklyn      | [ 5 ]     |

¹ Il s'agit de l’équipe pour laquelle le joueur a signé après son départ, il a pu entre-temps changer d'équipe ou encore de pays.